# Jemensiska
Jemensiska (Crithagra menachensis) är en fågel i familjen finkar inom ordningen tättingar som förekommer i ett begränsat område på sydvästra Arabiska halvön.

## Kännetecken

### Utseende
Jemensiskan är en liten (11-12 cm), färglös fink med konisk näbb och rätt långa vingar. Den har gråtonad brun ovansida, brun övergump och fint streckad undersida. Jemensiskan är mycket lik arabsiskan (Crithagra rothschildi) som den delar utbredningsområde med, men denna är gråare ovan, mer storhövdad, satt, kortvingad och långstjärtad samt har grön övergump, mörkare ansikte och större och inte lika spetsig näbb. Jemensiskan har vidare något tydligare ögonbrynsstreck och ett mörkt mustaschstreck samt är renare under. Den är också mer flocklevande och saknar arabsiskans beteende att röra på stjärten. Könen är lika.

### Läten
Jemensiskans läte är ett tiii-oo, med första tonen utdragen. I flykten hörs ett gråsiskelikt duiip eller ett kvittrande tui-tui-tui-tui. Sången beskrivs som tjiu-tji-tji-tjui.

## Utbredning och systematik
Arten förekommer på sydvästra Arabiska halvön, i sydvästra Saudiarabien, västra Jemen (österut till 48° östlig bredd) och allra sydvästligaste Oman. Den behandlas som monotypisk, det vill säga att den inte delas in i några underarter. 

## Levnadssätt
Jemensiskan förekommer i torra och steniga områden med endast lite växtlighet, ofta högre upp än arabsiskan, ibland även utmed sluttningar och klippavsatser i byar och städer. Arten lever av olika sorters frön som den söker efter lågt i vegetationen eller på marken. Den ses i små flockar, ibland med jemenhämpling (Linaria yemenensis).

### Släktestillhörighet
Jemensiskan placerades tidigare i släktet Serinus men DNA-studier visar att den liksom ett stort antal i huvudsak afrikanska arter endast är avlägset släkt med till exempel gulhämpling (S. serinus).

## Status och hot
Arten har ett stort utbredningsområde och en stor population med stabil utveckling som inte tros vara utsatt för något substantiellt hot. Utifrån dessa kriterier kategoriserar internationella naturvårdsunionen IUCN arten som livskraftig (LC). Världspopulationen har inte uppskattats men den beskrivs som vanlig eller lokalt vanlig.

## Namn
Fågelns vetenskapliga artnamn menachensis syftar på distriktet Menacha (= Manakhah) i Jemen.